# Národní parky v Guatemale

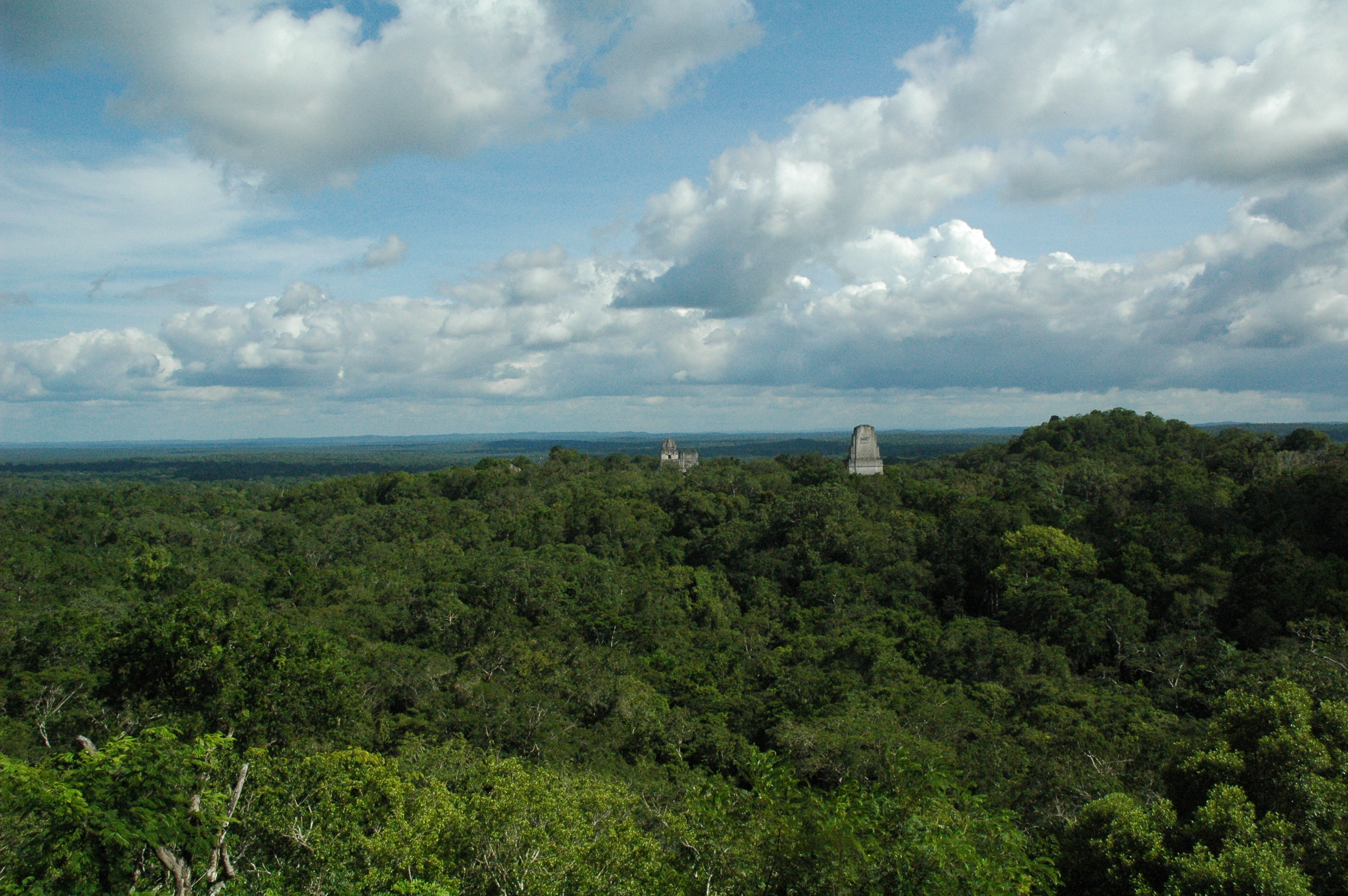
tropický deštný les v parku Tikal

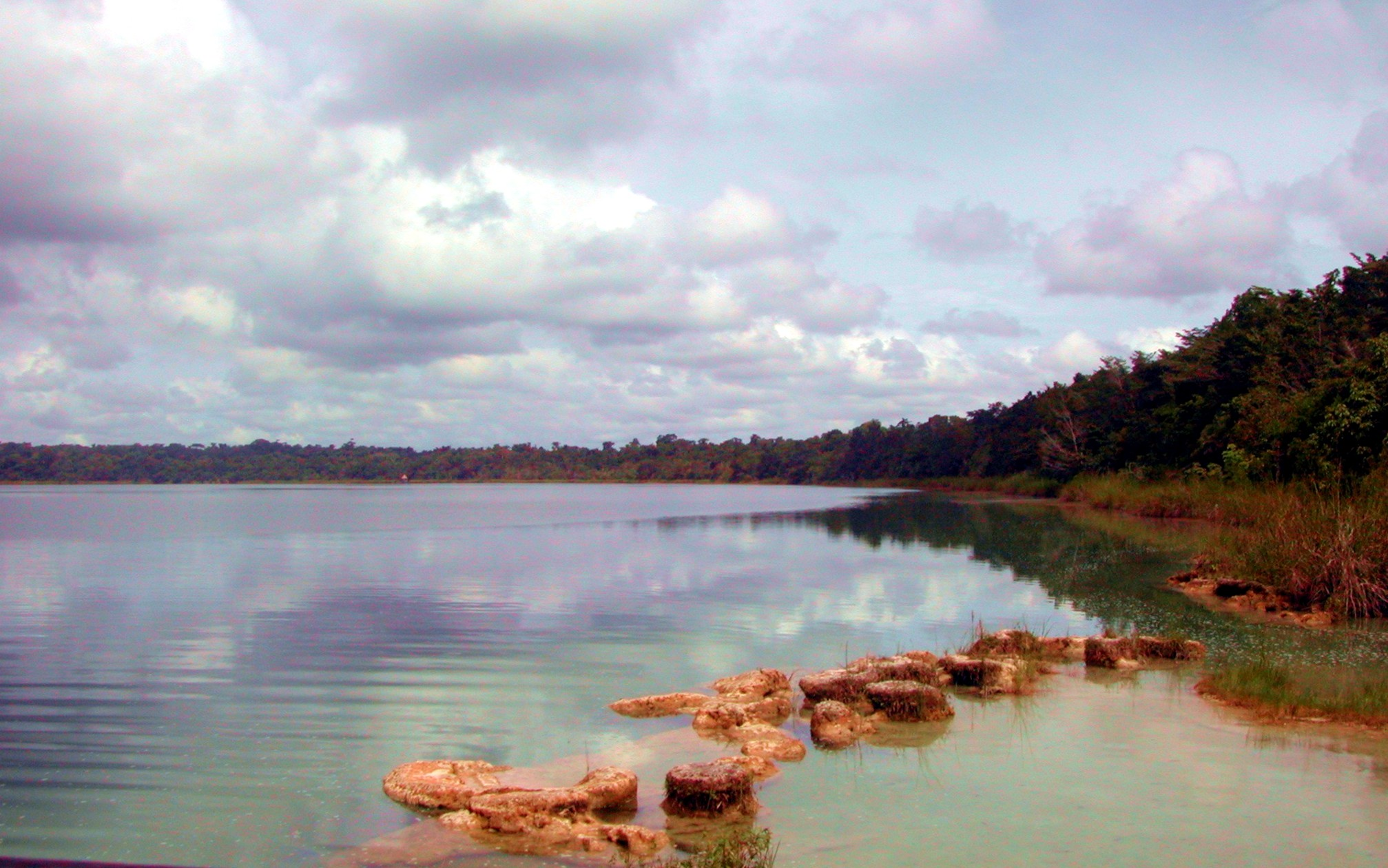
zatopená cenote - Laguna Lachuá

Na území Guatemaly se v roce 2015 nacházelo 21 národních parků. Jejich souhrnná rozloha je 735 240 hektarů, což představuje přibližně 6,76 % státní rozlohy. Správou národních parků i dalších chráněných území je pověřena státní organizace CONAP - Consejo Nacional de Areas Protegidas. Guatemalské národní parky, biosférické rezervace, obecní lesní rezervace, útočiště divokého života a další druhy chráněných území pokrývají na 32 % rozlohy státu. 

## Přehled území
| Název parku                 | Rozloha [ha] | Rok vyhlášení | Departement          |
| --------------------------- | ------------ | ------------- | -------------------- |
| Cerro El Baúl               | 240          | 1955          | Quetzaltenango       |
| Cerro Miramundo             | 902          | 1956          | Zacapa               |
| Cuevas del Silvino          | 8            | 1972          | Izabal               |
| El Reformador               | 60           | 1955          | El Progreso          |
| El Rosario                  | 1 105        | 1980          | Petén                |
| Grutas de Lanquín           | 11           | 1955          | Alta Verapaz         |
| Laguna del Tigre            | 289 912      | 1990          | Petén                |
| Laguna del Pino             | 73           | 1955          | Santa Rosa           |
| Laguna Lachuá               | 14 301       | 1996          | Alta Verapaz         |
| Las Victorias               | 81           | 1980          | Alta Verapaz         |
| Los Aposentos               | 15           | 1955          | Chimaltenango        |
| Mirador Río Azul            | 116 911      | 1990          | Petén                |
| Naciones Unidas             | 491          | 1955          | Guatemala            |
| Pacaya y Laguna de Calderas | 1 049        | 1956          | Escuintla, Guatemala |
| Riscos de Momostenango      | 0,48         | 1955          | Totonicapán          |
| Río Dulce                   | 13 000       | 1955          | Izabal               |
| Iximche                     | 50           | 1963          | Chimaltenango        |
| Sierra del Lacandón         | 202 856      | 1990          | Petén                |
| Sipacate-Naranjo            | 2 000        | 1969          | Escuintla            |
| Tikal                       | 55 005       | 1955          | Petén                |
| Yaxhá-Nakúm-Naranjo         | 37 160       | 1993          | Petén                |